# Куринов Олександр Павлович
Куринов Олександр Павлович (18 липня 1934 — 30 листопада 1973) — радянський важкоатлет.
Олімпійський чемпіон 1960 року в категорії до 75 кг.
Чемпіон світу 1961 (до 75 кг), 1962 (до 75 кг), 1963 (до 75 кг) років, бронзовий призер 1965 року в категорії до 75 кг.